# 周东华
周东华（1963年—），中国化学家，中国共产党党员。曾任北京理工大学副研究员，德国洪堡学者、美国耶鲁大学访问学者、清华大学自动化系主任。现任山东科技大学党委常委兼副校长、清华大学教授。

## 生平
1981至1990年获上海交通大学学士、硕士、博士学位。2015年6月担任山东科技大学党委常委、副校长。

## 荣誉
- 2009年，周东华当选长江学者特聘教授[5]。

- 2017年，周东华当选中国自动化学会第三届会士[6][7]。